# Merycoidodontoidea
Merycoidodontoidea, às vezes chamado de oreodontes ou porcos ruminantes, é uma superfamília extinta de artiodáctilos pré-históricos ruminantes com rostos curtos e dentes caninos semelhantes a presas. Como o próprio nome indica, algumas das formas mais conhecidas eram geralmente semelhantes a porcos, e o grupo tradicionalmente foi colocado dentro dos Suina (porcos, queixadas e seus ancestrais), embora alguns trabalhos recentes sugiram que podem ter sido mais intimamente relacionados aos camelos. Eram provavelmente navegadores de florestas e pastagens e foram difundidos na América do Norte durante o Oligoceno e o Mioceno. As formas posteriores se diversificaram para se adequar a uma variedade de habitats diferentes. Por exemplo, Promerycochoerus teve adaptações sugerindo um estilo de vida semianfíbio, semelhante ao dos hipopótamos modernos.

## Taxonomia

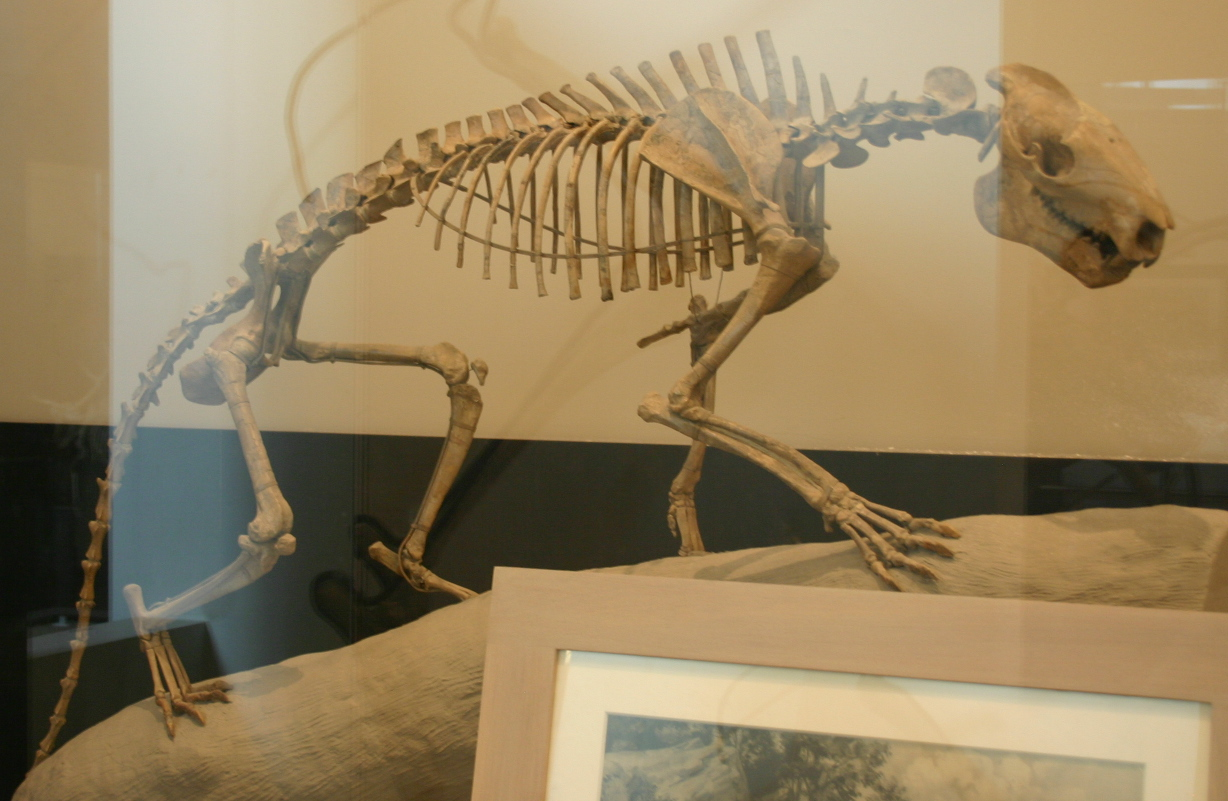
Imagem de um esqueleto de porco selvagem

Mais de 50 gêneros de oreodontes foram descritos na literatura paleozoológica. No entanto, os oreodontes são amplamente considerados taxonomicamente superdivididos, e muitos desses gêneros podem ser sinônimos. Os últimos pesquisadores a revisar completamente a taxonomia dos oreodontes, C. Bertrand Schultz e Charles H. Falkenbach, [5] foram criticados por erigir um número excessivo de gêneros, com base em parte nas aparentes diferenças anatômicas entre diferentes espécimes que eram na verdade deformações tafonômicas devido a forças pós-sepultamento. Crânios não deformados seriam colocados em um gênero, enquanto crânios esmagados de um lado para o outro seriam colocados em um segundo gênero e crânios esmagados de frente para trás seriam colocados em um terceiro gênero. Os pesquisadores estão começando a reestudar oreodontes e sinonimizar muitos gêneros, mas apenas alguns grupos foram revisados.